# Don Guido i Misionari
Don Guido i Misionari, sarajevski glazbeni sastav. 
Oformljena kao supergrupa. Djeluje već dvadesetak godina. Glazbeni izražaj izgradila je na blues-rock, soul i funk osnovama. Glazba koju sviraju mješavina je jazza, punka, soula i funka. Osnivač i frontmen sastava, Vladimir Kajević "Don Guido" nazvao je žanr kojem pripadaju "bosanski blues". Kajević je preživio 1425 dana opsade Sarajeva i iskustva je pretočio u tekstove svojih pjesama.
Članovi su Sinan Alimanović (klavijature), Dinko Šimunović (kontrabas), Vladimir Grizelj "Vlado Big Freeze"(gitara), Đani Pervan (bubnjevi) i Vladimir Kajević "Don Guido" (glas i gitara), a još su svirali Zlatan "Trombass" Džanović (bas) i Dino Hašimbegović (bubanj), Dragan Grahovac (bubanj), Zlatko Karahodžić (bas-gitara) i Svetozar Čanić (klavijature), Bruno Lovrić (bas), Ilian Nikolov (bubanj) i Toni Pešikan (udaraljke, pozadinski vokal).  
Za sebe tvrde da su na njih glazbeno utjecali B. B. King, Muddy Waters, Jimi Hendrix, Ray Charles, John Lee Hooker, Frank Zappa & The Mothers Of Invention, Howlin’ Wolf, Louis Armstrong, James Brown, The Queen, The U2, Bob Marley And The Wailers, Santana, Sting, Prince, Cab Calloway, Leb i sol, Lou Donaldson, Nina Simone, Azra, Billie Holliday, The Police, The Doors, David Bowie, Tom Waits, Miles Davies, Charlie Mingus, John Coltrane, Stevie Wonder, Jeff Beck, John McLaughlin & Mahavishnu Orchestra, Weather Report, Cream, Stevie Ray Vaughn, J. J. Cale, The Clash, The Beatles, Red Hot Chili Peppers, Sex Pistols, The Blues Brothers, Joan Armatrading, Lucky Peterson i ostali.

## Vanjske poveznice
- Facebook
- Blogger.ba  Arhivirana inačica izvorne stranice od 6. ožujka 2019. (Wayback Machine) Muzičko selo: JEDAN VAŽAN SARAJEVSKI ROĐENDAN (Bosnian Blues Album, Vladimir Kajević, Don Guido & The Missionaries 2003.)